# Polyorycta acontioides
Polyorycta acontioides là một loài bướm đêm trong họ Noctuidae.